# فن أوقيانوسيا

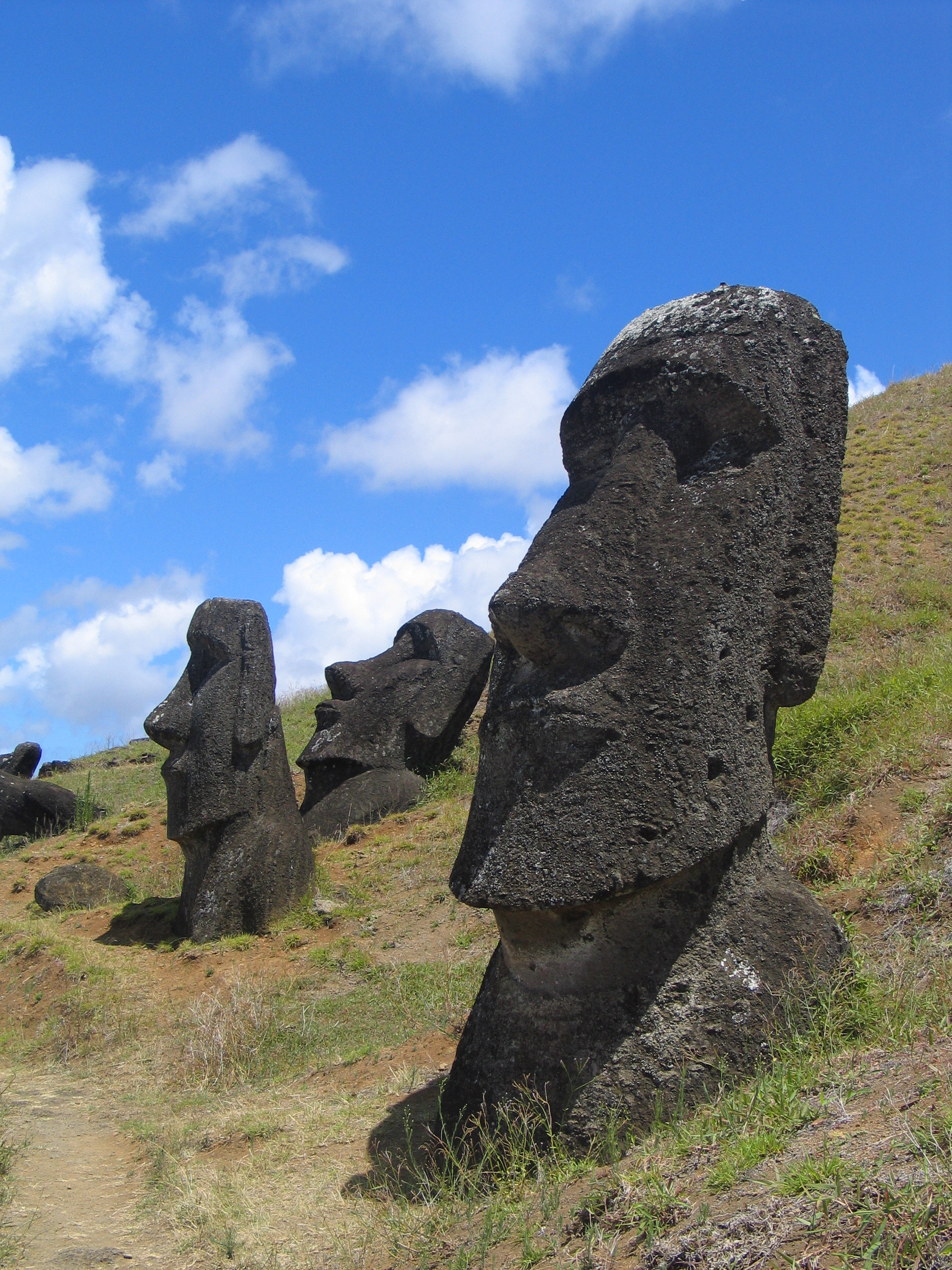
مواي في رانو راراكو في جزيرة القيامة

يشمل فن أوقيانوسيا الأعمال الإبداعية التي أنجزها الشعب الأصلي الذي سكن جزر المحيط الهادئ وأستراليا، ومناطق متباعدة أيضًا مثل هاواي وجزيرة القيامة. يضم هذا الفن على وجه التحديد أعمال مجموعتين من الناس سكنوا هذه المناطق، وإن كان خلال فترتين زمنيتين مختلفتين. مع ذلك، تفاعلت هاتان المجموعتان مع مرور الوقت ووصلتا معًا إلى جزر أبعد. تقسم المنطقة في الغالب إلى أربعة مناطق منفصلة: ميكرونيزيا وميلانيزيا وبولنيزيا وأستراليا. يسكن أستراليا جنبًا إلى جنب مع ميلانيزيا الداخلية (بابوا)، أحفاد الموجات الأولى من الهجرات البشرية إلى المنطقة من سلالة استراليود. من ناحية أخرى، تنتمي ميكرونيزيا وجزيرة ميلانيزيا إلى أحفاد البحارة الأستراليين اللاحقين الذين اختلطوا مع الأستراليين- الميلانيزيين الأصليين: غالبًا عبر ثقافة لابيتا من العصر الحجري الحديث. ستتأثر جميع المناطق في الأزمنة اللاحقة بشكل كبير بالتأثير الغربي والاستعمار، أما في الآونة الأخيرة، فقد وجد الناس في أوقيانوسيا تقديرًا أكبر للتراث الفني في منطقتهم.
تختلف الإبداعات الفنية لهؤلاء الناس اختلافًا كبيرًا في جميع أنحاء الثقافات والمناطق. عادة ما تتناول المواضيع الخصوبة أو الخوارق. استخدم الفن في الاحتفالات الدينية أو الطقوس الاجتماعية على هيئة أقنعة. تعد الرسومات الصخرية والوشوم والرسم والنحت على الخشب والنحت الحجري وأعمال النسيج، أشكالًا فنية شائعة أخرى. إن الفن المعاصر في المحيط الهادئ هو فن حي وجيد يشمل الأساليب والرموز والمواد التقليدية، لكنه يجسد اليوم في مجموعة متنوعة من الأشكال المعاصرة ويكشف عن تعقيد التفاعل والتاريخ الجغرافي والثقافي والفردي.

## لمحة مختصرة
يشمل فن أوقيانوسيا التقاليد الفنية للسكان الأصليين في أستراليا ونيوزيلندا وجزيرة المحيط الهادئ وضاحية لبنان. جاء أسلاف شعب هذه الجزر من جنوب شرق آسيا على شكل مجموعتين مختلفتين في أوقات زمنية منفصلة. جاءت المجموعة الأولى، سلالة أستراليود وأسلاف الميلانيزيين الحاليين والسكان الأصليين الأستراليين، إلى غينيا الجديدة وأستراليا منذ نحو 40,000 إلى 60,000 سنة مضت. توسع الميلانيزيون حتى شمال جزر سليمان بحلول عام 38,000 قبل الميلاد. ضمت الموجة الثانية، الشعوب الاسترونيزية المبحرة عبر المحيط من جنوب شرق آسيا، لكنها لم تصل المنطقة قبل 30,000 سنة أخرى. جاءت هذه المجموعة وتفاعلت مع الأولى فوصلتا معًا إلى أبعد مناطق في المحيط الهادئ. افتقرت هذه الشعوب الأولى لنظام الكتابة، وأنتجوا أعمالهم على مواد قابلة للتلف، لذلك لا يوجد سوى سجلات قليلة عن أعمالهم في يومنا الحالي. لا تصنف شعوب أوقيانوسيا عملها ضمن المفهوم الغربي «للفن»، وعوضًا عن ذلك، خلقت أشياءها للاستخدام العملي في الاحتفالات الدينية أو الاجتماعية، أو لاستخدامها في الحياة اليومية.
بحلول عام 1500 قبل الميلاد، بدأت ثقافة لابيتا الاسترونيزية، التي يكون شعبها أحفادًا للموجة الثانية، بالتوسع والانتشار في الجزر النائية. في نفس الوقت تقريبًا، بدأ الفن بالظهور في غينيا الجديدة، بما في ذلك الأمثلة المبكرة للنحت في أوقيانوسيا. في الفترة من 1000 قبل الميلاد، توحد شعب لابيتا وبدأ بإنشاء الثقافات البولينيزية المعاصرة في ساموا وتونغا وفيجي. غامروا من هناك بالخروج إلى المحيط الهادئ والاستقرار في جزر ماركيساس وجزر كوك الشمالية بين 200 قبل الميلاد و1 ميلادي. إضافة على ما سبق، ومنذ نحو 1000 قبل الميلاد، كانت التجارة بين جزر المحيط الهادئ والبر الرئيسي لآسيا آخذة بالنمو، وابتداء من 600 قبل الميلاد كان بالإمكان العثور على أعمال ثقافة دونغ سون في فيتنام، المعروفة بعملها البرونزي في أوقيانوسيا، وتمتلك صورها تأثيرًا قويًا على التقاليد الفنية للشعوب الأصلية. استمرت السجلات حتى عام 1000 ميلادي بكونها قليلة، ولكن معظم التقاليد الفنية ما تزال مستمرة حتى هذه النقطة، مثل النحت في غينيا الجديدة والفن الصخري الأسترالي، بالرغم من أن هذه الفترة تتميز بزيادة التجارة والتفاعل، فضلًا عن المناطق الجديدة التي يجري استيطانها بما فيها هاواي وجزيرة القيامة وتاهيتي ونيوزيلندا. ابتداء من نحو 1100 ميلادي بدأ سكان جزيرة القيامة بإنشاء ما يقرب من 900 تمثال حجري كبير. نحو عام 1200 ميلادي، بدأ شعب بونبي وهي جزيرة ميكرونيزية بإنشاء هيكل ميغاليثي آخر وونان مادول ومدينة من الجزر الاصطناعية ونظام للقنوات. بحلول عام 1500، بدأ المستكشفون الأوروبيون الأوائل بالوصول إلى أوقيانوسيا. بالرغم من استمرار التقاليد الفنية والمعمارية السابقة، إلا أن المناطق المختلفة بدأت بالتلاشي وتسجيل ثقافات أكثر تميزًا.

## عصور ما قبل التاريخ
الفن الصخري للسكان الأصليين الأستراليين هو أطول تقليد فني يمارس باستمرار في العالم. هذه المواقع التي عثر عليها في أرض أرنهيم في أستراليا، مقسمة إلى ثلاث فترات زمنية: فترة ما قبل المصب (نحو 40,000- 6000 قبل الميلاد) والمصب (نحو 6000 قبل الميلاد- 500 ميلادي) والمياه العذبة (نحو 500 قبل الميلاد حتى اليوم). هي مؤرخة على أساس أساليب ومحتوى الفن. يتميز عصر ما قبل المصب، وهو الأقدم، بصبغة المغرة الحمراء. مع ذلك ونحو 6000 قبل الميلاد، بدأت تظهر الصور ذات التفاصيل مع بداية عصر المصب. خدمت هذه اللوحات الصخرية العديد من الوظائف. استخدم بعضها في السحر، بعضها الآخر لزيادة أعداد حيوانات الصيد، في حين رسم العديد منها بغرض التسلية فقط. واحدة من المجموعات الأكثر تفصيلًا من الفن الصخري في هذه المنطقة هو موقع أوبير، وهي أرض التخييم المفضلة خلال مواسم الأمطار والتي رسمت وجوهها الصخرية عدة مرات على مدى آلاف السنين.
يظهر فن النحت الأول في أوقيانوسيا، في غينيا الجديدة كسلسلة من الأشكال الحجرية الموجودة في جميع أنحاء الجزيرة، ولكنها تتمركز بكمية أكبر في المرتفعات الجبلية. يعد إنشاء إطار زمني لهذه القطع في معظم الحالات أمرًا صعبًا، ولكن تاريخه يعود إلى نحو 1500 قبل الميلاد. ينقسم محتوى المنحوتات إلى ثلاث فئات: الأجران والمدقات والشخصيات القائمة بحد ذاتها. يمثل الجزء العلوي لكثير من المدقات أشكالًا مختلفة، غالبًا ما تصور الطيور أو رؤوس البشر. تظهر الأجران صورًا مماثلة أو أنماطًا هندسية في بعض الأحيان. تصور الشخصيات المستقلة مواضيع مماثلة مثل البشر والحيوانات والقضيب الذكري. الغاية الأساسية لهذه القطع غير معروفة، لكنها ربما استخدمت في سياق الطقوس.
لابيتا هي ثقافة مبكرة أخرى ذات تقليد فني، يمتد تاريخها منذ نحو 1500 قبل الميلاد وحتى 500 ميلادي، ويسود الاعتقاد بأن اللابيتا هم أسلاف الثقافات المعاصرة لبولينزيا وجزيرة ميلانيزيا. تشكلت هذه الثقافة من خلال الموجة الثانية التي استوطنت على المحيطات. جاء اسم الثقافة من موقع لابيتا في كاليدونيا الحديثة، والذي كان من ضمن المواقع الأولى التي عثر فيها على المنحوتات المميزة. الموقع الذي تطورت فيه الثقافة بالضبط هو أمر مطروح للنقاش، لكن الشعب نفسه جاء أصلًا من جنوب شرق آسيا. يتميز فنهم بأعمال الخزف التي تشمل الزخارف الهندسية المفصلة وأحيانًا الصور المجسمة. يعتقد أن بعض التصاميم قد تكون ذات صلة بالأوشام البولينيزية الحديثة والأقمشة. صنعت هذه التصاميم من خلال إطلاق النار بواسطة أداة تشبه المشط تطبع التصاميم على طين رطب. كان لكل طابع تصميم واحد يجري تطبيقه مرات عديدة حتى إنتاج نمط متكرر. استخدمت في المقام الأول في الطبخ والخدمة وتخزين الطعام.